# Tereza Gama
Tereza Gama (Guarulhos) é uma cantora e compositora. Tereza é vocalista do grupo de samba-rock Clube do Balanço. Em 2005, lançou um álbum solo, Aos Mestres com Carinho - Partido Alto, onde interpreta sambas de Jamelão, Osvaldinho da Cuíca, Clementina de Jesus, Clara Nunes, Dona Ivone Lara, entre outros.

## Solo
- 2006 - Aos Mestres com Carinho - Partido Alto - Rio 8 Fonográfico

## Com o Clube do Balanço
- 2001 - Swing & samba-rock - Regata/Jam Music
- 2005 - Samba incrementado - MCD
- 2009 - Pela Contramão - YB Music
- 2014 - Menina da Janela - YB Music
- 2019 - Balanço na quebrada